# ایستگاه قطار شهری شهدا
ایستگاه قطار شهری شهدا یکی از ایستگاه‌های خط ۲ و خط ۳ قطار شهری مشهد است که در میدان شهدا قرار دارد که از انتهای طبرسی شمالی آغاز شده و به رضا شهر می‌رسد. خطوط متصل به ایستگاه شهدا خط ۲، ۳ و ۴ قطار شهری مشهد هستند.
اين ايستگاه به علت قرار گرفتن در مرکز شهر و همچنين به سبب نزديکی به حرم امام رضا يکی از پرترددترين ایستگاه‌های قطار شهری مشهد به شمار می‌آيد. همچنين دو پايانه اتوبوسرانی هاشمی‌نژاد و شهدا در نزديکی اين ايستگاه قرار دارند و خط ٣ بی آر تی از كنار اين ايستگاه عبور می‌كند. ایستگاه شهدا خط ۲ را به خطوط ۳ و ۴ متصل می‌کند.
در سال ۱۳۹۸، این ایستگاه چهارمین ایستگاه پرتردد خط دو بود. این ایستگاه دارای امکاناتی نظیر آسانسور، دستگاه‌های فروش بلیت، آب‌سردکن و تلفن عمومی است. ساعات کاری قطار شهری مشهد از ۶ صبح تا ۱۰ شب است و قطارها با فاصله زمانی ۵ تا ۶ دقیقه در ایستگاه‌ها توقف می‌کنند.